# 옥타

기호와 함께 표기된 구름양 별 옥타 표기

옥타(okta)는 기상학에서 기상관측소와 같은 특정 위치에서 구름양을 재는 데 사용하는 측정 단위이다. 하늘에 구름이 얼마나 있는지를 8분위의 수로 나타내며, 완전히 맑은 하늘을 0옥타로, 완전히 흐린 하늘을 8옥타로 표현한다. SYNOP 코드에서는 짙은 안개나 폭설로 구름양의 관측이 힘든 경우를 9로 표기하기도 한다.
옥타는 항공 기상관측 등에서 자주 사용되며 약어로도 표현되는데, 이 경우 0을 SKC(Sky Clear), 1~2를 FEW(Few Clouds), 3~4를 SCT(Scattered), 5~7을 BKN(Broken), 8을 OVC(Overcast)로 표현한다.